# Colombières-sur-Orb
Colombières-sur-Orb település Franciaországban, Hérault megyében. Lakosainak száma 494 fő (2022. január 1.). Colombières-sur-Orb Les Aires, Combes, Mons, Le Poujol-sur-Orb, Rosis és Saint-Martin-de-l’Arçon községekkel határos.

## Népesség
A település népességének változása:
| Lakosok száma | 266  | 339  | 397  | 444  | 471  | 475  | 479  | 482  | 480  | 494  |
|               | 1968 | 1982 | 1990 | 2006 | 2013 | 2015 | 2017 | 2019 | 2020 | 2022 |